# ناثانيال لورد بريتون
ناثانيال لورد بريتون (1859-1934) (بالإنجليزية: Nathaniel Lord Britton)‏ هو عالم نبات أمريكي.

## روابط خارجية
- ناثانيال لورد بريتون على موقع الموسوعة البريطانية (الإنجليزية)